# Macrorrhyncha pelargos
Macrorrhyncha pelargos är en tvåvingeart som beskrevs av Chandler 2006. Macrorrhyncha pelargos ingår i släktet Macrorrhyncha och familjen svampmyggor.
Artens utbredningsområde är Grekland. Inga underarter finns listade i Catalogue of Life.